# Curry giapponese
Il curry giapponese (カレー?, karē) è un tipo di curry e una delle pietanze più popolari della cucina giapponese. Viene comunemente servito in tre varianti: curry con riso (カレーライス?, karē raisu), curry con udon (spesse tagliatelle) (カレーうどん?, karē udon) e karē-pan (una specie di panino impanato e fritto farcito con curry). Il curry con riso viene comunemente indicato come 'curry' (カレー?, karē).
Per preparare i piatti al curry si utilizza una vasta gamma di verdure e carne. Le verdure di base sono cipolle, carote, patate; per la carne vengono utilizzati manzo, maiale e pollo. Il katsu-karē è un tonkatsu (cotoletta di maiale impanata) servito con curry e riso.
Il curry fu introdotto in Giappone nel corso del Periodo Meiji (1868-1912) dagli inglesi, che all'epoca avevano colonizzato l'India, paese di origine del prodotto. I piatti al curry divennero popolari e iniziarono a essere venduti nei supermercati e nei ristoranti sul finire degli anni sessanta. Fin dalla sua introduzione, la ricetta del curry fu adattata ai gusti giapponesi, e adesso il curry è talmente diffuso nel paese da poter essere definito come uno dei piatti tradizionali nazionali.

## Storia
Introdotto dagli inglesi, il curry fu originariamente considerato in Giappone come parte della cucina occidentale. Oltre al curry adattato al gusto giapponese, anche il curry originale indiano è divenuto molto popolare sin dagli anni novanta con la diffusione dei ristoranti indiani. Un terzo tipo di curry, che unisce i due precedenti (original curry (オリジナルカレー?, orijinaru karē)) è piuttosto diffuso. Il curry occidentale è divenuto famoso grazie allo stufato preparato con il curry in polvere, pietanza che era molto popolare nella Marina militare britannica. La Marina imperiale giapponese adottò il curry dalla Marina militare britannica, e attualmente il menù del venerdì della Forza di autodifesa marittima giapponese prevede il curry con riso.
In Giappone sono piuttosto diffusi i curry preparati con la carne di manzo o con quella di maiale. Nell'Asia meridionale, a causa della forte influenza dell'Induismo (che vieta il consumo della carne di manzo) e dell'Islamismo (che vieta il consumo della carne di maiale) sono più diffuse le versioni di curry vegetariane o con carne di pollo o agnello.

## Miscele per la salsa
La salsa al curry (カレーソース?, karē sōsu) viene posta sopra al riso bollito per servire il curry con riso. La salsa al curry viene preparata soffriggendo nell'olio curry in polvere, farina e altri ingredienti per preparare il roux (ルー?, rū). Il roux viene successivamente aggiunto alla carne stufata con le verdure e il tutto viene cotto a fuoco lento fino a quando non si sia addensato. L'aggiunta di patate al curry si deve a William Smith Clark (botanico e zoologo statunitense, fondatore del Sapporo Agricultural College ora confluito nell'Università di Hokkaidō) in seguito alla scarsità di riso verificatasi intorno al 1870.
Nelle famiglie giapponesi, la salsa al curry viene comunemente preparata partendo dal "curry roux istantaneo", disponibile nei supermercati sotto forma di tavolette solubili o in polvere, composto da curry in polvere, farina, olio e aromi vari. La facilità della preparazione rispetto ad altri piatti della cucina nazionale, nonché la grande varietà e disponibilità di miscele istantanee di curry, hanno reso il curry con il riso molto popolare in Giappone. La salsa al curry è disponibile anche già pronta, in confezioni sottovuoto che possono essere riscaldate nel forno a microonde o immergendole in acqua bollente.
Il curry roux istantaneo in polvere fu commercializzato per la prima volta nel 1926 dalla House Foods Corporation; la versione in tavolette fu commercializzata dalla S&B Foods. Nel 2007 le vendite di curry roux istantaneo sul mercato giapponese raggiunsero il valore di 82,7 miliardi di yen. Anche la salsa curry confezionata già pronta e sottovuoto è molto diffusa: secondo i dati relativi al 2007, si tratta del cibo sottovuoto più acquistato in Giappone (oltre il 30% dei prodotti di questo tipo).
Il maggior produttore di curry nel Giappone è la House Foods Corporation. La società gestisce più di 10 Curry House Restaurant negli Stati Uniti. La società collegata CoCo Ichibanya possiede oltre 1.200 ristoranti in Giappone e ha delle succursali in Cina, Hong Kong, Taiwan, Thailandia, Corea e alle Hawaii.

### Ingredienti della salsa
I seguenti ingredienti per preparare la salsa giapponese al curry sono quelli utilizzati dalla S&B, la marca più venduta in Giappone. La percentuale di ogni singolo ingrediente varia a seconda dei diversi gusti che si vogliono ottenere.
Le seguenti 4 spezie formano l'80/90% della salsa:
- Curcuma longa, che compone tra il 20 ed il 50% della salsa
- Coriandolo (20-30%)
- Cumino (5-25%)
- Cardamomo (5-15%)

Le seguenti 2 spezie costituiscono la parte piccante del curry giapponese, di solito molto meno piccante del curry indiano o thailandese. Per ottenere una salsa più piccante, le loro percentuali vengono aumentate diminuendo quella della curcuma:
- Pepe nero (2-8%)
- Pepe di Caienna (0,5 - 2%)

Le seguenti 2 spezie conferiscono alla salsa un gusto particolare a seconda della percentuale impiegata:
- Chiodo di garofano (3-5%)
- Finocchio (1-2%)

A differenza delle precedenti 8 spezie, le seguenti spezie non compaiono in tutte le salse di curry e vengono impiegate a seconda dei diversi gusti che si desiderano ottenere. In totale compongono tra l'1 e il 2% del totale:
- Cannella
- Anice stellato
- Noce moscata
- Pimento
- Fieno greco
- Alloro
- Salvia
- Origano (e altre erbe non specificate)
- Polvere di cacao
- Polvere di caffè

## Varianti

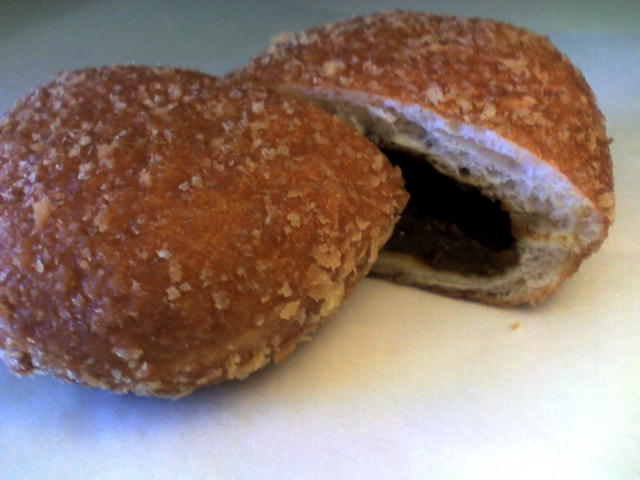
Karē-pan (pane al curry)

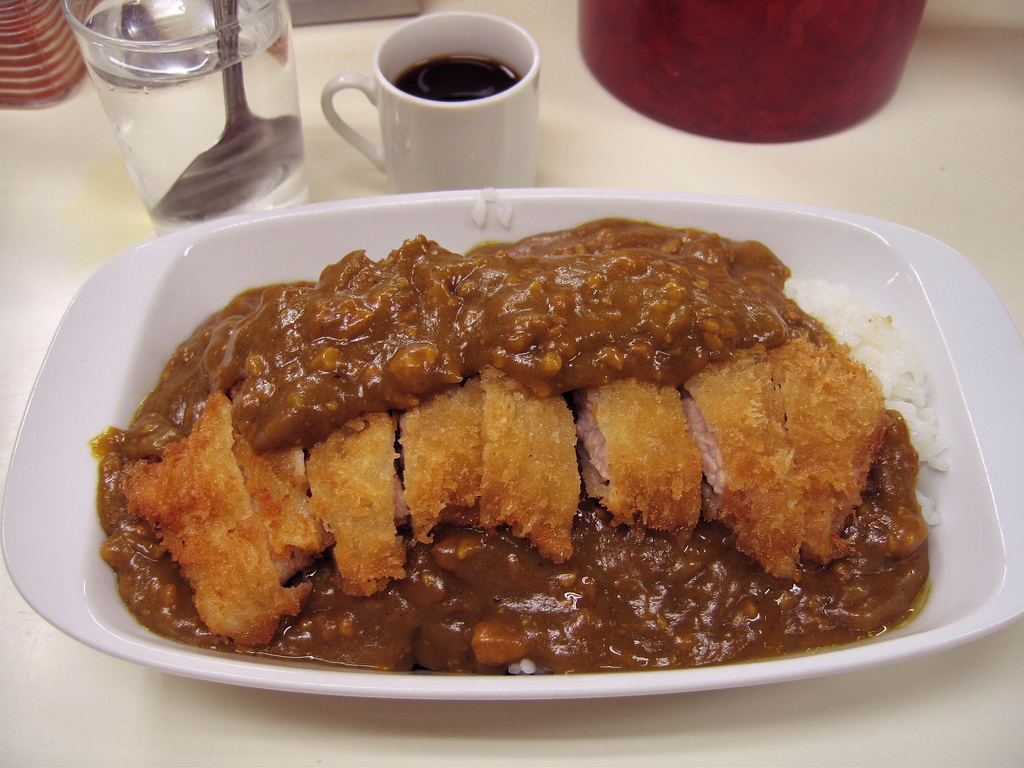
Katsu karē servito in un ristorante di Jinbōchō, Tokyo

- katsu karē  (カツカレー?): curry con riso servito con la cotoletta impanata tonkatsu.
- dorai karē  (ドライカレー?): riso fritto aromatizzato al curry, la salsa viene talvolta preparata con carne macinata essiccata.
- maze karē  (混ぜカレー?): curry servito già mischiato al riso. Il piatto è divenuto popolare grazie ai ristoranti 自由軒 (Jiyūken?) di Osaka, dove viene spesso servito con sopra un uovo crudo.
- karē don  (カレー丼?): salsa al curry, addensata e insaporita con dashi o mentsuyu (una salsa usata soprattutto per soba e udon) servito sopra una scodella di riso.
- aigake  (合がけ?): riso servito con salsa al curry e salsa hayashi (manzo soffritto con cipolla, cotto in vino rosso e demi-glace[7]).
- yaki karē  (焼きカレー?): curry con riso, con sopra un uovo cotto al forno. Questa variante è nata a Kitakyūshū.
- ishiyaki karē  (石焼きカレー?): salsa al curry servita in una ciotola di pietra riscaldata, come viene fatto per il bibimbap.
- sūpu karē  (スープカレー?): una salsa al curry acquosa, simile a un brodo, servita con ingredienti di grandi dimensioni come cosce di pollo e verdure tagliate grossolanamente. Questa variante è molto comune nella regione di Hokkaidō.

## Varianti locali
Sul finire degli anni novanta una serie di specialità locali a base di curry sono divenute popolari e sono diffuse nei supermercati confezionate sotto vuoto. Tra queste si ricordano:
- Curry al sika (cervo dell'Hokkaido) (えぞ鹿カレー?, ezoshika karē) da Hokkaidō
- Scallop curry (ほたてカレー?, hotate karē) dalla Prefettura di Aomori
- Curry agli sgombri (サバカレー?, saba karē) (curry con pesci della famiglia degli scombridae) dalla Prefettura di Chiba
- Curry alle mele (リンゴカレー?, ringo karē) dalla Prefettura di Nagano e da quella di Aomori
- Curry al Nattō (納豆カレー?, nattō karē) dalla città di Mito
- Curry al pollo Kōchin di Nagoya (名古屋コーチンチキンカレー?, Nagoya kōchin chikin karē) dalla Prefettura di Aichi
- Curry al manzo di Matsusaka (松阪牛カレー?, Matsusaka gyū karē) dalla Prefettura di Mie
- Curry alla balena (クジラカレー?, kujira karē) dalla Prefettura di Wakayama
- Curry all'ostrica (牡蠣カレー?, kaki karē) dalla Prefettura di Hiroshima
- Curry al nashi (梨カレー?, nashi karē) dalla Prefettura di Shimane
- Curry al maiale nero (黒豚カレー?, kurobuta karē) dalla Prefettura di Kagoshima
- Curry al melone amaro (ゴーヤーカレー?, gōyā karē) dalla Prefettura di Okinawa

Il numero delle varianti locali è destinato a crescere; ognuna di queste include ingredienti caratteristici della zona di provenienza. Si ritiene che l'ampia disponibilità di informazioni reperibili su internet per ogni variante abbia contribuito ad alimentare il boom delle nuove varianti di curry.
Le versioni locali vengono commercializzate anche per incrementare il turismo. Tra queste ci sono il Yokusuka navy curry (よこすか海軍カレー?, Yokosuka kaigun karē) venduto a Yokosuka per promuovere il patrimonio della sua grande base navale e lo Zeppelin Curry (ツェッペリンカレー?, Tsepperin Karē) di Tsuchiura per celebrare l'atterraggio dello Zeppelin del 1929.

## Eventi
Il 25 settembre di ogni anno, il Matsumotoro Restaurant (松本楼?) del Parco Hibiya nella città di Chiyoda offre un importante buffet a base di curry per beneficenza, al prezzo di 10 yen, per commemorare la riapertura del ristorante avvenuta nel 1973, due anni dopo la sua distruzione per un incendio avvenuto durante le manifestazioni del 1971 contro il ritorno di Okinawa al Giappone dagli Stati Uniti.

## Il curry in altre nazioni

### Corea del Sud
Il curry fu introdotto dai giapponesi nella Corea del Sud durante il dominio giapponese all'inizio del XX secolo ed è diventato molto popolare nel paese.

### Nel resto del mondo
Le miscele per il curry sono in vendita nei supermarket che hanno al loro interno uno spazio dedicato ai cibi giapponesi o nei supermercati asiatici presenti nei paesi occidentali.

## Presentazione del piatto
Il curry con il riso viene servito in piatti piani e disposto sul riso in varie maniere. Si utilizza in prevalenza la varietà di riso giapponese a chicchi piccoli, preferita rispetto a quelle con i chicchi di medie dimensioni utilizzate nella cucina indiana e in quella cinese. Il curry viene normalmente mangiato usando un cucchiaio e non con le tradizionali bacchette per il cibo a causa della consistenza liquida della pietanza, e viene normalmente accompagnato con verdure sottaceto come il fukujinzuke o il rakkyō.